# Liste von Aktienindizes
Die Liste von Aktienindizes gibt einen Überblick über die weltweit wichtigsten Aktienindizes. Im ersten Kapitel sind Indizes aufgeführt, die – neben der stets herangezogenen Unternehmensgröße – hauptsächlich nach Regionen und Ländern selektieren. Im zweiten Kapitel sind Branchen- und Themenindizes zusammengestellt.

## Weltweite Aktienindizes
- MSCI ACWI IMI (Aktiengesellschaften Industrieländer und Schwellenländer)
- MSCI ACWI (Aktiengesellschaften Industrieländer und Schwellenländer)
- FTSE All-World (Aktiengesellschaften Industrieländer und Schwellenländer)
- Dow Jones Global Titans (50 größte Aktiengesellschaften der Welt)
- MSCI Emerging Markets Index (größte Aktiengesellschaften der Schwellenländer)
- MSCI World (1600 größte Aktiengesellschaften der Industrieländer)
- S&P Global 1200 (1200 größte Aktiengesellschaften der Welt)
- STOXX Global Select Dividend 100 (100 dividendenstärkste Großunternehmen der Welt)
- FTSE All-World High Dividend Yield (Aktiengesellschaften Industrieländer und Schwellenländer mit hoher Dividendenrendite)
- Solactive GBS Global Markets Large & Mid Cap (Aktiengesellschaften Industrieländer und Schwellenländer)
- Solactive GBS Developed Markets Large & Mid Cap (größte Aktiengesellschaften der Industrieländer)

## Welt nach Regionen und Ländern

### Afrika
- S&P Africa 40 Index (40 größte Aktiengesellschaften Afrikas)

#### Ägypten
- EGX 30 Index (30 größte Aktiengesellschaften Ägyptens)

#### Algerien
- Dzair Index (Algerischer Leitindex)

#### Ghana
- GSE Composite Index (Leitindex Ghana) (ehemals GSE All-Share Index)

#### Kenia
- NSE 20 Share Index

#### Marokko
- Moroccan All Shares Index (MASI) (marokkanischer Leitindex)
- Moroccan Most Active Shares Index (MASI 20)

#### Nigeria
- NSE All-Share Index

#### Ruanda
- Rwanda Stock Exchange Share Index (RSESI)

#### Simbabwe
- Zimbabwe Industrial Index

#### Südafrika
- FTSE/JSE All-Share Index (südafrikanischer Leitindex)
- FTSE/JSE Top 40 Index

#### Tunesien
- Tunindex

### Amerika

#### Argentinien
- MERVAL

#### Brasilien
- Bovespa-Index
- IBrX-50
- IBrX-100

#### Chile
- Índice de Precio Selectivo de Acciones (IPSA)

#### Kanada
- S&P/TSX 60 (kanadischer Leitindex)
- S&P/TSX Composite Index

#### Kolumbien
- COLCAP (bis 2013 IGBC)

#### Mexiko
- Índice de Precios y Cotizaciones (IPC)

#### Peru
- S&P/BVL Peru General Index (ehemals Índice General de la Bolsa de Valores de Lima (IGBVL))

#### USA
- Dow Jones Industrial Average (DJIA, eine repräsentative Auswahl von 30 großen US-Aktiengesellschaften)
- Dow Jones Transportation Average (DJT, 20 größte US-Transportunternehmen)
- Dow Jones Utility Average (DJU, 15 größte US-Versorger)
- Dow Jones Composite Average (alle Unternehmen des DJIA, DJT und DJU)
- NASDAQ-100 (100 größte Technologiefirmen der NASDAQ)
- Nasdaq Composite (alle Unternehmen der NASDAQ)
- NYSE Composite (alle Unternehmen der NYSE)
- Russell 1000 (1000 größte US-Aktiengesellschaften)
- Russell 2000 (2000 US-Nebenwerte)
- Russell 3000 (alle Unternehmen des Russell 1000 und Russell 2000)
- S&P 100 (100 größte US-Aktiengesellschaften)
- S&P 500 (500 größte US-Aktiengesellschaften)
- S&P Financials Select Sector (Alle Finanztitel aus dem S&P 500)
- Wilshire 5000 (alle US-Aktiengesellschaften)

#### Venezuela
- Índice Bursátil de Capitalización (IBC)

### Asien

#### China
- CSI 300
- Shanghai Stock Exchange 50 Index
- Shanghai Stock Exchange 180 Index
- SSE Composite Index (chinesischer Leitindex)

#### Hongkong
- Hang Seng Index (HSI) (Hongkonger Leitindex)
- Hang Seng China Enterprises Index (HSCEI)
- Hang Seng MidCap Index

#### Indien
- BSE Sensex (indischer Leitindex)
- NIFTY Next 50
- DBIX India Index
- Nifty 50

#### Indonesien
- IDX Composite (indonesischer Leitindex)
- LQ-45

#### Iran
- TEPIX

#### Israel
- TA-25 Index (heute TA-35)
- TA-35 Index (früher TA-25)
- TA-100 Index
- TA-125 Index

#### Japan
- Jasdaq
- Nikkei 225 (japanischer Leitindex)
- TOPIX
- JPX-Nikkei 400 Index

#### Jordanien
- ASE Market Capitalization Weighted Index

#### Kasachstan
- KASE Index

#### Malaysia
- FTSE Bursa Malaysia KLCI

#### Pakistan
- KSE 100 Index (pakistanischer Leitindex)
- KSE All Share Index
- KSE-30 Index
- LSE 25 Index

#### Philippinen
- Philippine Stock Exchange Index (PSEi)

#### Saudi-Arabien
- Tadawul All-Share Index (TASI)

#### Singapur
- Straits Times Index (STI)

#### Südkorea
- KOSPI (südkoreanischer Leitindex)
- KOSDAQ

#### Taiwan
- Taiwan Capitalization Weighted Stock Index (TAIEX)

#### Thailand
- SET Index

#### Türkei
- ISE 100

#### Vereinigte Arabische Emirate
- Dubai Financial Market General Index (DFM)
- FTSE ADX General Index (Abu Dhabi)

### Australien und Ozeanien

#### Australien
- All Ordinaries (australischer Leitindex)
- S&P/ASX 20
- S&P/ASX 50
- S&P/ASX 200
- S&P/ASX 300

#### Neuseeland
- NZX 50 Index

### Europa
- CECEEUR (30 größte Aktiengesellschaften in Polen, Tschechien und Ungarn)
- CEETX (25 größte Aktiengesellschaften in Österreich, Ungarn, Tschechien und Slowenien; Notiz Ende 2015 eingestellt)
- EPIX (50 größte Immobiliengesellschaften in Europa)
- EPRA-Index (70 größte Immobiliengesellschaften in Europa)
- EURO STOXX 50 (50 größte Aktiengesellschaften der Eurozone)
- STOXX Europe 50 (50 größte Aktiengesellschaften in Europa – auch aus Staaten, in denen der Euro nicht eingeführt ist)
- STOXX Europe 600 (600 Aktiengesellschaften aus 18 europäischen Ländern)
- STOXX Nordic 30 (30 größte Aktiengesellschaften in Nordeuropa)
- OMX Baltic 10

#### Belgien
- BEL20

#### Bulgarien
- SOFIX

#### Dänemark
- OMX Copenhagen 25 (OMXC25)

#### Deutschland
- BayX30 (die 30 größten bayerischen Unternehmen aus DAX, MDAX und TecDAX)
- CDAX (alle in Frankfurt notierten deutschen Aktiengesellschaften)
- DAX (deutscher Leitindex als Performanceindex, WKN: 846900)
- DAXK (deutscher Leitindex als Kursindex, WKN: 846744)
- DIMAX (deutscher Immobilienmarktindex, Privatindex aufgelegt von Ellwanger & Geiger)
- DivDAX (15 DAX-Unternehmen mit der höchsten Dividendenrendite)
- FAZ-Index (vor Einführung des DAX der bedeutendste Index auf deutsche Aktien)
- GCX (Nachhaltigkeitsindex)
- GEX (eigentümergeführte Unternehmen aus Deutschland)
- HASPAX (die nach Marktkapitalisierung wichtigsten Unternehmen der Metropolregion Hamburg)
- HDAX (Zusammenfassung von DAX, MDAX und TecDAX)
- LevDAX (ein von der Deutschen Börse berechneter Index, der mit einem Hebel von zwei an die Bewegungen des Leitindex DAX geknüpft ist)
- LDAX, L-MDAX, L-SDAX (L steht für „Late“), berechnet von Xetra-Schluss bis 20:00 Uhr aus Frankfurter Parkettkursen
- MDAX (deutsche Midcaps)
- Nisax20 (die 20 größten börsennotierten niedersächsischen Unternehmen)
- NRW-MIX (die 50 größten Aktienunternehmen in NRW)
- ÖkoDAX (zehn Unternehmen der Branche erneuerbare Energien)
- Photovoltaik Global 30 Index
- RENIXX (seit 2006, Sektor erneuerbare Energien, 30 Unternehmen aus der ganzen Welt)
- SDAX (deutsche Smallcaps)
- TecDAX (die 30 größten deutschen Technologieunternehmen)
- XDAX, XDAXDAX (außerhalb der Frankfurter Handelszeiten aus Derivate-Preisen errechnete DAX-Erweiterungen)

Ehemalige Aktienindizes:
- Aktienindex des Statistischen Reichsamtes (300 größte deutsche Aktiengesellschaften, 1922–1943)
- Nemax 50 (die 50 größten Unternehmen am Neuen Markt, 1999–2004)
- Nemax All Share Index (alle Unternehmen am Neuen Markt, 1997–2004)

#### Estland
- OMX Tallinn Index (OMXT)

#### Finnland
- OMX Helsinki 25 (OMXH25)

#### Frankreich
- CAC 40 (französischer Leitindex)
- CAC Next 20
- CAC Mid 60
- CAC Small
- CAC All tradable (ehemals SBF 250)
- SBF 120

#### Griechenland
- Athex Composite Share Price Index (griechischer Leitindex)
- FTSE/Athex 20

#### Großbritannien
- FT 30 Index
- FTSE 100 Index (britischer Leitindex)
- FTSE 250 Index
- FTSE 350 Index
- FTSE All-Share Index

#### Irland
- ISEQ 20
- ISEQ Overall Index (irischer Leitindex)

#### Island
- OMX Iceland 8
- OMX Iceland 15

#### Italien
- FTSE Italia All-Share
- FTSE Italia Mid Cap
- FTSE Italia Small Cap
- FTSE Italia STAR
- FTSE MIB (italienischer Leitindex)

#### Kroatien
- CROBEX

#### Lettland
- OMX Riga Index (OMXR)

#### Litauen
- OMX Vilnius Index (OMXV)

#### Luxemburg
- LuxX Index

#### Niederlande
- AEX-Index
- AMX Index

#### Norwegen
- OBX Index

#### Österreich
- ATX (österreichischer Leitindex)
- IATX (Immobilienwerte)

#### Polen
- Polish Traded Index (PTX)
- TechWIG
- WIG 20 (polnischer Leitindex)
- WIG30
- mWIG40

#### Portugal
- PSI 20

#### Rumänien
- BET-20
- ROTX

#### Russland
- RTS-Index (russischer Leitindex)
- RTX

#### Serbien
- BELEX15

#### Schweden
- OMX Stockholm 30

#### Schweiz
- SMI (Schweizer Leitindex)
- SLI (30 liquideste Titel mit limitierter Titelgewichtung)
- SMI MID (Mid-Caps)
- SPI (Small-, Mid- und Largecaps)
- SPI Extra (Small-, Mid-Caps)
- SXI Real Estate Broad Index (Immobilienaktien)

#### Slowakei
- Slovak Share Index (SAX)

#### Spanien
- IBEX 35 (spanischer Leitindex)
- Madrid Stock Exchange General Index

#### Tschechien
- Czech Traded Index (CTX)
- PX Index (tschechischer Leitindex)

#### Ukraine
- PFTS Index

#### Ungarn
- Hungarian Traded Index (HTX)
- Budapest Stock Exchange Index (BUX)

#### Zypern
- Dow Jones Cyprus Titans Index
- Cyprus General Market Index

## Branchen und Themen

### Energie
- NYSE Arca Oil Index (ehemals AMEX Oil Index)
- PHLX Oil Service Sector Index (Öldienstleistungen und Service Industrie)

### Immobilien
- Dow Jones Global Select REIT Index
- IATX (Immobilienaktien Österreich)
- DIMAX (Immobilienaktien Deutschland)
- EPIX (Immobilienaktien Europa)
- SXI Real Estate Broad Index (Immobilienaktien Schweiz)

### Nachhaltigkeit/Ökologie, Ethik
- Dow Jones Sustainability Index
- Global Challenges Index
- nx-25 Natur-Aktien-Index
- NAI - Der Natur-Aktien-Index

### Rohstoffe
- NYSE Arca Gold BUGS Index (größte Goldproduzenten der Welt)
- Philadelphia Gold and Silver Index (größte Gold- und Silberproduzenten der Welt)
- S&P Tiefsee Öl & Gas Index (größte Ölserviceunternehmen der Welt)

### Wasser
- World Water Index (größte Unternehmen der Wasserversorgung, -infrastruktur und -reinigung)